# Léopold Armand Hugo
Pour les articles homonymes, voir Famille Hugo et Hugo.
Léopold Armand Hugo né le 11 septembre 1828 à Paris et mort le 19 avril 1895 dans la même ville, est un fonctionnaire, mathématicien, graveur et sculpteur français.
Fils d'Abel Joseph Hugo et neveu de Victor Hugo, il est surtout connu pour ses travaux sur les surfaces et volumes géométriques, principalement les équidomoïdes, renommés par lui « hugodomoïdes », qui le conduiront à des délires philosophico-mathématiques.

## Biographie

### Le fonctionnaire membre de sociétés savantes
Né le 11 septembre 1828, Léopold Armand Hugo est le fils de Abel-Joseph Hugo (1798-1855), frère du célèbre écrivain Victor Hugo (1802-1885), et de Julie Hugo, (1797-1865), née Louise Rose Julie Duvidal de Montferrier, artiste peintre d’histoire et de portrait, qui avait épousé Abel Hugo le 20 décembre 1827. Léopold Armand Hugo avait presque sept ans quand naquit son unique frère Joseph Napoléon Jules Hugo, qui deviendra jésuite, prêtre de Notre-Dame de Sion.
Léopold Armand Hugo suit les cours de l’École des mines, ce qui lui donne une solide base mathématique et scientifique. Il sera d'ailleurs l'un des premiers membres de la Société mathématique de France. Il étudie également divers sujets comme l'architecture et la sculpture. Étudiant la peinture, il sera élève de Horace Vernet. Il entre au ministère des travaux publics où il est chef de bureau. Il devient progressivement membre de plusieurs sociétés savantes.
Le 22 octobre 1855, il épouse à Versailles Marie Jeanne Clémentine Solliers (née le 7 mars 1835 à Dijon, décédée le 19 mars 1910 aux Batignolles) qui, déjà enceinte, donne naissance le 30 juillet 1856 à une fille, Marie Zoé Clémentine Hugo.
En 1866, il propose d'interpréter une inscription retrouvée à Alise-Sainte-Reine à partir de l'allemand moderne, qu’il considère très proche de l’allemand ancien. Son interprétation sera réfutée en détail la même année par Alfred Maury,.

### Du mathématicien original au suprême Grand-Lama
À partir de 1866, il soumet à l'Académie des sciences plusieurs courts mémoires sur la géométrie descriptive de formes particulières nommés « cristalloïdes » :

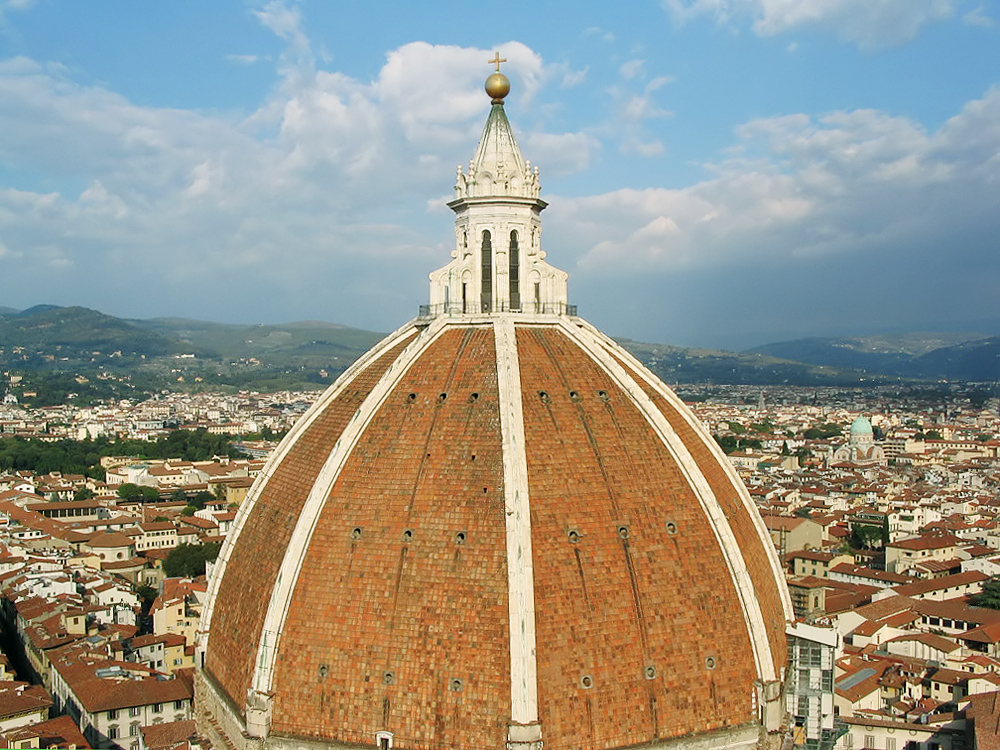
Le dôme de la cathédrale de Florence, demi-équidomoïde octogonal à cylindres elliptiques (ellidomoïde), que Léopold Hugo appelait « hugodomoïde ».

Les deux premières, en 1866 et 1867, traitent de formes géométriques circulaires, pouvant par exemple ressembler au dôme de la cathédrale de Florence. Plus précisément, Léopold Armand Hugo étudie la géométrie polyédrique des cristalloïdes élémentaires à directrice circulaire qu'il nomme équidomoïdes, ellidomoïdes, hyperdomoïdes, paradomoïdes et équitrémoïdes, ellitrémoïdes, hypertrémoïdes et paratrémoïdes, ainsi que diverses généralisations et compléments sur les conoïdes à génératrice courbe, les « cristalloïdes transcendants » et la « quadrature de la surface cylindrique de l’onglet ».
Ces publications démontrent une bonne connaissance de la géométrie descriptive et du calcul intégral. Si elles se situent à mi-chemin entre des divertissements mathématiques (avancés) et des « colles » pour étudiants de Polytechnique ou de Normale Sup’, elles restent aussi académiques que sérieuses.

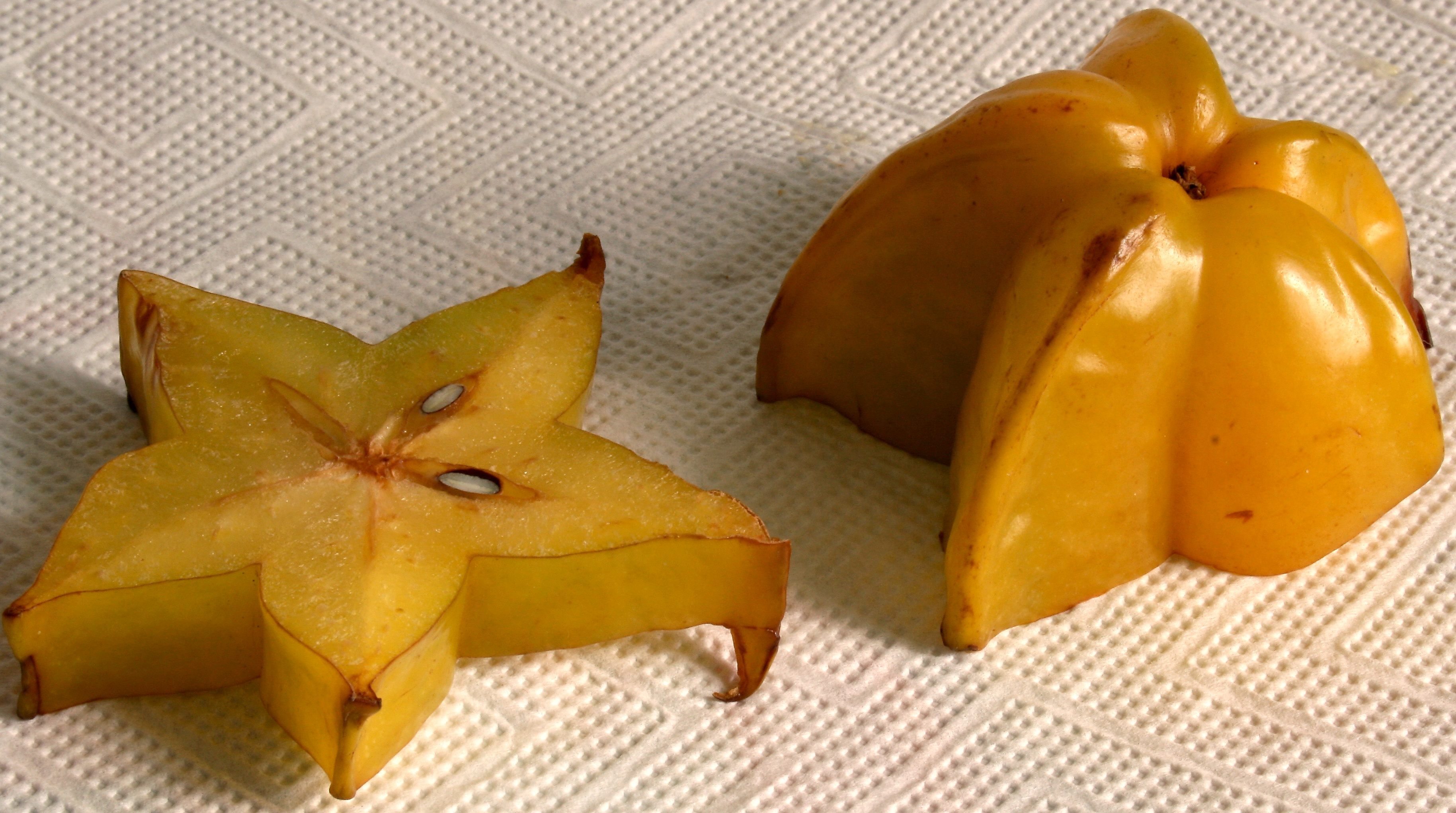
Carambole, avec sa forme de d'équidomoïde pentagonal étoilé.

En 1873, son mémoire sur Les cristalloïdes complexes à sommet étoilé traitent des pyramides, paradomoïdes, ellidomoïdes, etc., mais aussi des « solides imaginaires » et « pseudo-cristalloïdes à sommet circulaire ». Le texte est plus littéraire, mais comporte encore quelques équations et formules.
Il publie également, la même année, un Essai sur la géométrie des cristalloïdes traitant de « l'expérience de la segmentation du prisme triangulaire », de « la polygonisation des théorèmes dans l’espace » et de « la cristallisation des théorèmes dans l’espace ». Équations et formules disparaissent presque totalement et le texte contient nombre d’envolées littéraires plutôt surprenantes pour ce type de publications :
- « L’équidomoïde est comme le Soleil : aveugle qui ne le voit pas ! » [p. 18]
- « La Polygonie cristalloïdale vient refondre et renouveler, en la complétant, la Géométrie des anciens, au point de vue des solides ; c’est une extension d’Archimède et d’Eudoxe, comme les Traités modernes de Géométrie supérieure sont une extension d’Appolonius et de Pappus. Basée sur le polygonisme oriental, cette théorie mériterait, plus que toute autre, la qualification de Géométrie primordiale et internationale, en employant certaines expressions à la mode ; […] » [p. 18]
- « En regard de l’école d’Archimède, régnante depuis deux mille ans, je place aujourd’hui une autre école, d’origine modeste sans doute, mais aussi philosophique que pratique, laquelle se trouve conduite, dans le domaine de la théorie géométrique à cette conclusion forcée, la suppression de la sphère ; celle-ci n’est plus dans ma doctrine préarchimédienne qu’un équidomoïde limite ! » [p. 19]

En 1874, son Introduction à la géométrie descriptive des cristalloïdes : une réforme géométrique, purement littéraire, est une suite d’envolées lyriques. Le thème récurrent est que les équidomoîdes formés à partir d’un nombre croissant de cylindres de même diamètre tendent vers une sphère :
- « L’équidomoïde transeuclidien et cisarchimédien est le vrai générateur de la sphère. »

Il en déduit que :
- « En bonne philosophie, il n’y a pas de sphère. »

En 1875, La question de l'équidomoïde et des cristalloïdes géométriques - Géométrie hugodomoïdale, anhellénique, mais philosophique et architectonique n’inclut plus de mathématiques, mais une série de divagations :
- « Avec sa devise : « La sphère est un Équidomoïde limite », la nouvelle doctrine cristalloïdale s’est manifestée soudain, pareille à un météore fulgurant, au milieu du vieux monde géométrique… » […] « Aujourd’hui il serait permis de dire que nul ne sait la Géométrie s’il ignore l’Équidomoïde. C’est pour cette figure suprême qu’en bon père je me livre à une propagande effrénée […]. » [p. 15].
- L’article inclut un « opuscule fantastico-équidomoïdal » : « La sphère n’est qu’un Équido infinioïdique » [p. 20].
- On y trouve également la phrase souvent citée : « Analyste ! rends hommage à la Vérité, sinon l'Équidomoïde vengeur viendra peser, la nuit, sur ta poitrine anxieuse ! » [p. 24][6],[7].

Le texte s’achève par  l’incantation obscure :
- « Lah Illah Allah ; Hugo Rassoul Elwidomidah ! » [p. 31].

En 1875, il publie également Le Valhalla des sciences ou la galerie commémorative de Blois ou Le Valhalla des sciences pures et appliquées, galerie commémorative et succursale du Conservatoire des arts et métiers de Paris, à créer dans le palais neuf de Mansart, au château de Blois''. Le texte inclut une « Base philosophique-géométrique du système décimal et métrique où il affirme : « De la propriété régulière de l’Espace, de l’Absolu régulier, avoir fait jaillir le nombre DIX ! ». Il inclut également des considérations sur les orbites planétaires.
En 1876, il publie un Essai sur la cinématique céleste, l’astronomie géométrique et la nouvelle théorie des ovhélites. Celui-ci est parsemé de déclarations obscures, du type : « Le Réel est un archipel sporadoïde dans l’océan de l’imaginaire ».
C’est en 1877 qu’il publiera son article le plus délirant, La théorie Hugodécimale: ou, La base scientifique et définitive de l'arithmo-logistique universelle :
- « Urbi et orbi. Hic tandem triumphaliter fulget REGULARITAS! »

« La pan-imaginarité hugomathique: CONTINUITAS ! CONTINUITAS ! TRICONTINUITAS ! » [p.3]
- « Aujourd'hui je me propose de travailler à vulgariser et à répandre dans les diverses régions civilisées de l'ancien et du nouveau monde, Tou-Kieou, Tchong-Kouo, Fou-Sang, etc., etc., cette haute doctrine philosophique qui, dans sa concision, mérite assurément une place aux premiers rangs de la Philosophie scientifique. » [p.6]
- « A retenir: la multiple Révélation mathématique du Comte Léopold Hugo. Suit la découverte de la Base scientifique du système décimal et de la numération ! Découverte pythagoréo-gigantesque en vérité ! Une des grandes idées philosophiques du siècle !

Hugopythago Rassoul Kebir ! » [p.10]
Le texte inclut une « Encyclique Suprémo-lamasique relative à la théorie Hugodécimale » :
Puis une « Évocation chino-tibétaine » :
Une revue de l’article publiée dans les Nouvelles annales de mathématiques conclut :
« les philosophes réformateurs doivent se garder de prendre l’exaltation des idées pour le sublime des idées. Ce n’est pas sans danger qu’on se lance dans la voie des réformes avec un enthousiasme qui, dans sa marche ascendante, pourrait s’élever jusqu’au délire. ».
Il se peut qu’une série d’évènements dans sa vie personnelle ait affecté son équilibre mental. Son frère Joseph meurt en 1863, puis sa mère Julie en 1865. En 1869, sa femme, Clémentine Solliers le quitte. En 1876 sa fille Marie Zoé Clémentine meurt à l’âge de 20 ans.

### Sculpteur, graveur, physicien, architecte, mécène
Il présente diverses œuvres de sculpteur à plusieurs Salons annuels (où la présentation des œuvres était pratiquement libre) : un médaillon en marbre représentant son portrait en 1874, un marbre : Électryon, génie de l'électricité terrestre au Salon de 1877,,.
Son œuvre gravé, resté confidentiel, comporte une série de curieux autoportraits, dans lesquels il met en scène les différentes facettes de sa personnalité.
En 1884, il soumet une note à l’Académie des Sciences, où il propose de représenter la masse atomique, au sens de William Prout (le nombre atomique) de chacun des métaux alcalins (du lithium au césium) comme un ensemble de points répartis au centre et sur les côtés d’un octaèdre régulier et d’un cube. Mais il ne propose aucune interprétation, explication ou application.
Il collabore avec l’architecte Louis-François Roux pour présenter au Salon de 1885 un Projet de Palais européen pour l’Association internationale africaine (État du Congo).
En juin 1885, il organise un lancer de pigeons pour honorer le corbillard de son oncle Victor Hugo qui passe sur la place de la Concorde.
En 1886, il fait une donation à l'Académie de médecine destinée à financer « un prix quinquennal de mille francs qui sera décerné par l'Académie à « l’auteur du meilleur travail, manuscrit ou imprimé, sur un point de l’histoire médicale ».

### Mort et postérité

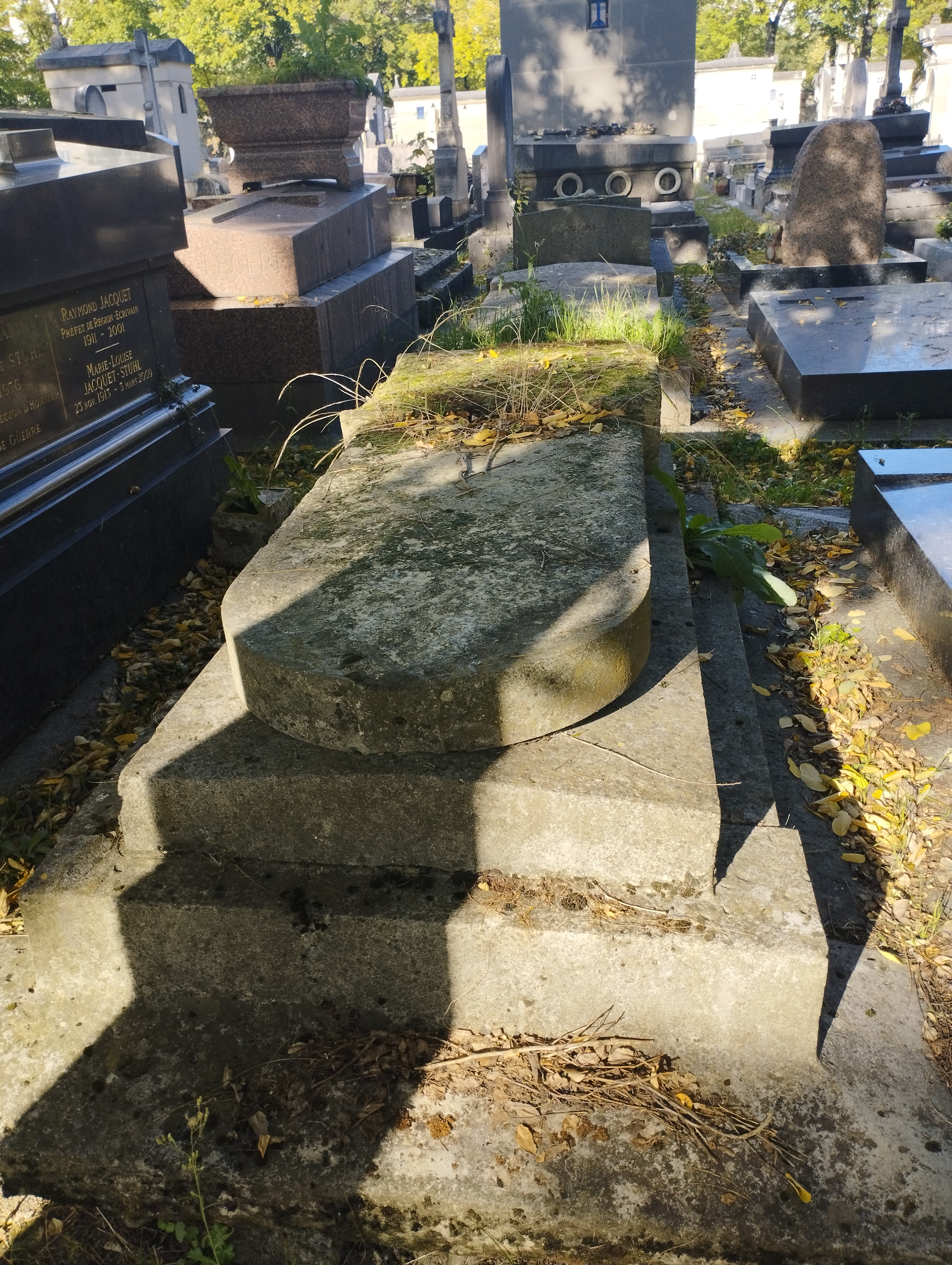
Tombe de Léopold Armand Hugo au cimetière du Montparnasse (division 18).

Son épouse, Clémentine, avait abandonné le domicile conjugal en 1869 pour suivre un amant en Allemagne où elle eut en 1870 une seconde fille. Léopold Armand Hugo intenta une action en désaveu de paternité et une demande en séparation de corps. En 1895, la séparation se transforme en divorce. Léopold s’engage à payer une pension tant qu’il vivrait.
Il meurt le 19 avril 1895 et est inhumé à Paris, au cimetière du Montparnasse dans le caveau de son père, Abel Hugo, sa mère, née Julie Duvidal de Montferrier et sa fille Zoé. La stèle (division 18, rangée 1 sud, tombe 8 est) est aujourd’hui presque illisible et finit par s'écrouler,,.
Clémentine Hugo tente alors de capter une partie de l’héritage de son mari. Elle est poursuivie en justice pour avoir produit un faux sous-seing privé prolongeant la rente jusqu’à son décès – à elle - et un faux testament lui attribuant la moitié de la fortune de son ex-mari
Raymond Queneau lui consacrera un chapitre dans son ouvrage Bords,, ainsi que Nicolas Witkowski dans « Une histoire sentimentale des sciences » et Maurice d'Ocagne dans « Souvenirs et causeries : Hors des sentiers d’Euclide ». Ce dernier dira de lui : « Léopold Hugo était, certes, bien inoffensif, mais, non moins assurément aussi, pouvait-il être tenu pour un peu fou. ».
Le 19 octobre 2005, il est nommé citoyen d’honneur de la Commune Libre de Montmartre.

## Publications
1. ↑  Hugo, Léopold Armand Essai sur la cinématique céleste : Astronomie géométrique ; ou, Brèves considérations sur la nouvelle théorie des ovhélites. A. Dutemple, 1876, 30 pp.
2. ↑  Hugo, Léopold Interprétation de l'inscription d'Alise In Alisiia, impr. de J. Claye , Paris, 1866, 14 pp.
3. ↑  Hugo, Léopold Essai de géométrie polyédrique: Théorie des cristalloïdes élémentaires. Régnier et Dourdet, 1866. Gauthier-Villars, 1867, 59 pp.
4. ↑  Le Cte Léopold Hugo, Les cristalloïdes à directrice circulaire. Études géométriques, Gauthier-Villars, 1867, vi + 40 (lire en ligne) lire en ligne sur Gallica
5. ↑  Hugo, Léopold Les cristalloïdes complexes à sommet étoilé. Gauthier-Villars, 1873 [ou 1872 ?], 24 pp.
6. ↑  Hugo, Léopold Essai sur la géométrie des cristalloïdes. Gauthier-Villars, 1873, 20 pp.
7. ↑  Hugo, Léopold Introduction à la géométrie descriptive des cristalloïdes: une réforme géométrique. Gauthier-Villars, 1874, 19 pp.
8. ↑  Hugo, Léopold La question de l'équidomoïde et des cristalloïdes géométriques - Géométrie hugodomoïdale, anhellénique, mais philosophique et architectonique, Rouge, Dumont et Fresné, Paris, 1875, 32 pp.
9. ↑  Hugo, Léopold Le Valhalla des sciences ou la galerie commémorative de Blois ou Le Valhalla des sciences pures et appliquées, galerie commémorative et succursale du Conservatoire des arts et métiers de Paris, à créer dans le palais neuf de Mansart, au château de Blois, 1875, 26 pp.
10. ↑  Hugo, Léopold Essai sur la cinématique céleste : Astronomie géométrique ; ou, Brèves considérations sur la nouvelle théorie des ovhélites. A. Dutemple, 1876, 30 pp.
11. ↑  Hugo, Léopold La théorie Hugodécimale: ou, La base scientifique et définitive de l'arithmo-logistique universelle. Laloux et Guillot, 1877, 31 pp. (aussi ici
12. ↑  Hugo, Léopold Sur la figure théorique de certains corps simples formant série. Gauthier-Villars, Paris, 1884. Extrait in Comptes rendus hebdomadaires des séances de l’Académie des sciences, tome 98, janvier-juin 1884, pp. 1596-1597.